# Європейська партія за свободу особи
Європейська партія за свободу особистості (EPIL) — праволібертаріанська європейська політична партія, створена в Утрехті у вересні 2013 року відповідно до Утрехтської декларації та пакту європейських класичних ліберальних та лібертаріанських партій.

## Утрехтська декларація
Численні політичні партії, що діють у Європі, дійшли згоди з різних питань, які включають:
- Визначати себе як класичного ліберала, лібертаріанця та вважати себе частиною світового руху за індивідуальну свободу.

- Висловлювати свою підтримку політичним поглядам, що випливають із класичного лібералізму та його подальшої радикальної та лібертаріанської еволюції, а також цінувати філософський раціоналізм, об'єктивність та австрійську школу економіки.
- Підтвердити верховенство індивідуальної свободи, обмеженої лише свободою іншої людини і що включає повне право на власність, і віру в суспільство, засноване на спонтанному порядку, що виникає в результаті співпраці вільних громадян та їх добровільних груп під владою їх вільно укладених угод і договорів.

## Членські партії
| Країна     | Політична партія                       | MEPs   | Національний MPs | Приєдналась     |
| ---------- | -------------------------------------- | ------ | ---------------- | --------------- |
| Франція    | Ліберально-демократична партія Франції | 0 / 72 | 0 / 577          | 29 Вересня 2013 |
| Німеччина  | Партія розуму                          | 0 / 99 | 0 / 631          | 29 Вересня 2013 |
| Нідерланди | Лібертаріанська партія Нідерландів     | 0 / 22 | 0 / 150          | 29 Вересня 2013 |
| Іспанія    | Лібертаріанська партія Іспанії         | 0 / 50 | 0 / 350          | 29 Вересня 2013 |